# Funkwetter

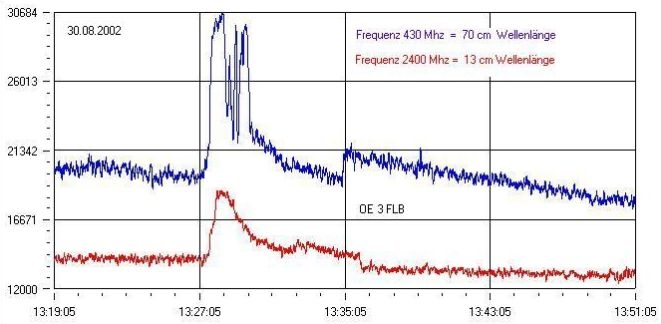
Messung einer Sonneneruption auf 70 cm und 13 cm Wellenlänge

Funkwetter ist die Summe aller atmosphärischen und kosmischen Bedingungen, welche den kurzfristigen Zustand des Ausbreitungsverhaltens von Funkwellen beeinflussen. Wie das Wetter ist das Funkwetter im strengen physikalischen Sinn als ein bestimmter Zustand an einem bestimmten Ort auf der Erdoberfläche definiert. Bestimmte Funkwetterbedingungen kann es in einem Labor ebenso wie über einem Erdteil geben, ohne dass die Definition des Begriffs „Funkwetter“ verändert wird.

## Allgemeines
Funkwellen im Kurzwellenbereich werden an der Ionosphäre reflektiert, wenn sie unter einem bestimmten Winkel auf diese auftreffen. Die Größe des Einfallswinkels, den die Wellen besitzen müssen, damit diese an der Ionosphäre reflektiert werden, hängt von der Frequenz und der Ionisierung (Vorhandensein elektrisch geladener Teilchen) des Ionosphärengases ab. Die Ionisation (Erzeugung elektrisch geladener Teilchen) der Gasmoleküle in der Ionosphäre erfolgt sowohl durch ionisierende Bestandteile der Sonnenstrahlung als auch durch elektrisch geladene Elementarteilchen, die als Sonnenwind auf die Atmosphäre der Erde treffen.
Durch den Sonnenstand ergeben sich zunächst tages- und jahreszeitliche Regelmäßigkeiten in der Lang-, Mittel- und Kurzwellenausbreitung. Sie äußern sich je nach Frequenzbereich unterschiedlich. Beispielsweise dämpft die tagsüber bestehende D-Schicht der Ionosphäre tiefe Frequenzen ab, während für höhere Frequenzen die Ausbreitungsbedingungen bei Tageslicht sogar besser sind als bei Nacht, da die dann stärker ionisierte Ionosphäre sie besser reflektieren kann. Solche Einflüsse auf verschiedene Frequenzregionen sind z. B. an entsprechenden Charakteristika darin befindlicher Amateurfunkbänder ablesbar.
Da die Stärke der Sonnenaktivität einschließlich des Sonnenwindes unter anderem vom elfjährigen Sonnenfleckenzyklus abhängt, ist auf der Erde ein ebenfalls elfjähriger Schwankungszyklus des Funkwetters im Kurzwellenbereich deutlich zu beobachten. Aber auch kurzfristige Schwankungen der Sonnenaktivität haben Auswirkungen auf die Kurzwellenausbreitung auf der Erde, sodass die Beobachtung des Weltraumwetters in Funkwetterprognosen eingeht.

## Funkdienste
Für die Funkdienste im Kurzwellenbereich ist eine Funkwettervorhersage oft nützlich. Hierfür gibt es Computerprogramme, die nach Eingabe von Datum (zur Erfassung des jahreszeitlichen Gangs) und der aktuellen Sonnenaktivität (z. B. Sonnenflecken-Relativzahl) eine Prognose über die Qualität einer Kurzwellenverbindung zwischen zwei ebenfalls anzugebenden Orten liefern, oder die eine Aussage über die Kurzwellen-Abdeckung eines geografischen Gebietes treffen.
Vom Zustand der Troposphäre ist die Kurzwellenausbreitung unabhängig. Im Ultrakurzwellenbereich und bei noch kürzeren Wellenlängen hat hingegen auch das troposphärische Wetter einen Einfluss auf das Funkwetter.
Mit der Erforschung der Einflüsse auf das Funkwetter befasst sich in Deutschland beispielsweise das Leibniz-Institut für Atmosphärenphysik in Kühlungsborn.